# Heinz Vollmar
Heinz Vollmar (St. Ingbert, 26 aprile 1936 – St. Ingbert, 12 ottobre 1987) è stato un calciatore tedesco, di ruolo attaccante.

## Statistiche

### Cronologia presenze e reti in nazionale
| Cronologia completa delle presenze e delle reti in nazionale ― Saar | Cronologia completa delle presenze e delle reti in nazionale ― Saar | Cronologia completa delle presenze e delle reti in nazionale ― Saar | Cronologia completa delle presenze e delle reti in nazionale ― Saar | Cronologia completa delle presenze e delle reti in nazionale ― Saar | Cronologia completa delle presenze e delle reti in nazionale ― Saar | Cronologia completa delle presenze e delle reti in nazionale ― Saar | Cronologia completa delle presenze e delle reti in nazionale ― Saar |
| Data                                                                | Città                                                               | In casa                                                             | Risultato                                                           | Ospiti                                                              | Competizione                                                        | Reti                                                                | Note                                                                |
| ------------------------------------------------------------------- | ------------------------------------------------------------------- | ------------------------------------------------------------------- | ------------------------------------------------------------------- | ------------------------------------------------------------------- | ------------------------------------------------------------------- | ------------------------------------------------------------------- | ------------------------------------------------------------------- |
| 9-10-1955                                                           | Saarbrücken                                                         | Saar                                                                | 7 – 5                                                               | Francia                                                             | Amichevole                                                          | 3                                                                   |                                                                     |
| 16-11-1955                                                          | Saarbrücken                                                         | Saar                                                                | 1 – 2                                                               | Paesi Bassi                                                         | Amichevole                                                          | -                                                                   |                                                                     |
| 1-5-1956                                                            | Saarbrücken                                                         | Saar                                                                | 1 – 1                                                               | Svizzera                                                            | Amichevole                                                          | -                                                                   |                                                                     |
| 6-6-1956                                                            | Amsterdam                                                           | Paesi Bassi                                                         | 3 – 2                                                               | Saar                                                                | Amichevole                                                          | 1                                                                   |                                                                     |
| Totale                                                              |                                                                     | Presenze                                                            | 4                                                                   |                                                                     | Reti (4º posto)                                                     | 4                                                                   |                                                                     |

## Palmarès

### Club

#### Competizioni nazionali
- Fußball-Regionalliga: 1

Saarbrücken: 1964-1965 (Regionalliga Sud-Ovest)